# Sweetheart
A Sweetheart egy dal, melyet Rainy Davis és Peter Kessler írtak, és Davis énekelte el Sweetheart című albumán; később Jermaine Dupri és Mariah Carey is feldolgozták. Dupri Life in 1472 című albumának második, Carey #1’s című válogatásalbumának első kislemezeként jelent meg 1998-ban. Eredetileg kereskedelmi forgalomba kerülő kislemeznek szánták, a Sony azonban az utolsó pillanatban visszavonta az amerikai megjelenést.
A dal több európai és ázsiai országban is megjelent kislemezen, és mérsékelt sikert aratott, a legtöbb helyen a slágerlista első húsz helyének valamelyikére került.
A Sweetheart megjelenése után nem sokkal a Billboard Hot 100 szabályait megváltoztatták, innentől nemcsak kislemezen megjelent, hanem csak albumon szereplő számok is felkerülhettek a listára. Ekkor megváltoztatták a Bubbling Under Hot 100 Singles lista (tkp. a Hot 100 lista 101.-125. helye) szabályait is, és felkerülhettek rá a dalok csak rádiós játszás alapján is. A Sweetheart a 25. helyre került fel a Bubbling Under Hot 100-on, és egy hétig maradt a listán.

## Videóklip és remixek
A dal klipjét Hype Williams rendezte. A klipben Dupri és Carey különféle helyszíneken láthatóak, többek közt a bilbaói Guggenheim Múzeumban, a tengerparton és egy night clubban. A dal egyik remixében, a The Story címűben Dupri többet rappel és Carey kevesebbet énekel. Lil Jon, Mark Picchiotti és M is készítettek remixeket a dalhoz.

### Hivatalos remixek, verziók listája
- Sweetheart
- Sweetheart (Clean Version)
- Sweetheart (Instrumental)
- Sweetheart (Lil Jon Remix)
- Sweetheart (M!’s Beats & Bounces Mix)
- Sweetheart (M!’s More Bounce to the Ounce Vocal)
- Sweetheart (M!’s Pounding Dub)
- Sweetheart (M!’s Pounding Vocal)
- Sweetheart (Radio Edit)
- Sweetheart (The Dance)
- Sweetheart (The Story)
- Sweetheart (The Story Instrumental)
- Sweetheart (w/o Rap)

## Változatok
| CD maxi kislemez (Ausztria, Dél-Afrika) 1. Sweetheart 2. Sweetheart (The Dance) 3. Sweetheart (The Story) 4. Sweetheart (Lil Jon Remix) CD maxi kislemez (Ázsia) 1. Sweetheart (The Story) 2. Sweetheart 3. Sweetheart (w/o Rap) 4. Sweetheart (Lil Jon Remix) 5. Sweetheart (The Story Instrumental) 12" maxi kislemez (Hollandia) 1. Sweetheart (The Story) 2. Sweetheart (Lil Jon Remix) 3. Sweetheart (w/o Rap) 4. Sweetheart (The Dance) 5. Sweetheart (LP Version) 6. Sweetheart (The Story Instrumental) | CD kislemez (Ausztria) 1. Sweetheart 2. Sweetheart (The Dance) CD kislemez, 7" kislemez (USA) 1. Sweetheart 2. Sweetheart (w/o Rap) 12" maxi kislemez (Egyesült Királyság) 1. Sweetheart (The Story) 2. Sweetheart (w/o Rap) 3. Sweetheart (Lil Jon Remix) 4. Sweetheart 5. Sweetheart (The Dance) 12" maxi kislemez (USA) 1. Sweetheart (The Story) 2. Sweetheart 3. Sweetheart (w/o Rap) 4. Sweetheart (The Dance) 5. Sweetheart (The Story Instrumental) 6. Sweetheart (Instrumental) |

## Helyezések
| Slágerlista (1998)                           | Legmagasabb helyezés |
| -------------------------------------------- | -------------------- |
| USA Billboard Bubbling Under Hot 100 Singles | 25                   |
| USA Billboard Hot R&B/Hip-Hop Airplay        | 53                   |
| USA Rhythmic Top 40                          | 24                   |
| Hollandia Mega Top 100 kislemez              | 14                   |
| Japán, Tokio Hot 100                         | 34                   |
| Német kislemezlista                          | 15                   |
| Svájci Top 50 kislemez                       | 18                   |
| Svéd Top 60 kislemez                         | 44                   |